# Rossosz (powiat łęczyński)
Rossosz – wieś w Polsce położona w województwie lubelskim, w powiecie łęczyńskim, w gminie Łęczna.
W latach 1975–1998 miejscowość należała administracyjnie do województwa lubelskiego.
Wieś stanowi sołectwo gminy Łęczna. Według Narodowego Spisu Powszechnego z roku 2011 wieś liczyła 59 mieszkańców.

## Historia
Rossosz – taką nazwę nosił folwark Ciechanki (pisany Ciechanki vel Rossosz), który należał do dóbr Łuszczów zakupionych przez bankiera warszawskiego Jana Gotliba Blocha. W roku 1880 posiadał 100 mórg i 9 prętów obszaru.
Na podstawie aktu z 3 grudnia 1888 r. ziemie te stały się własnością 9 nabywców. dając początek wsi Rossosz. Wieś notowana od roku 1899, w roku 1905 było to małe osiedle zabudowane trzema domami i zamieszkałe przez 15 mieszkańców nazywane Ciechanki Rososz. W spisie powszechnym 1921 r. określono je jako kolonię nazywającą się Rossosz, ale już z 6 domami i 68 mieszkańcam